# Alexis Piron

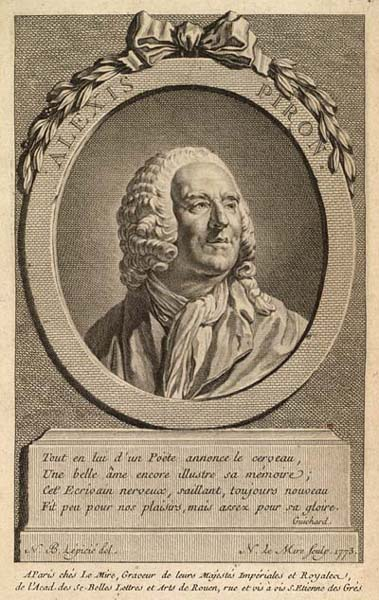
Alexis Piron

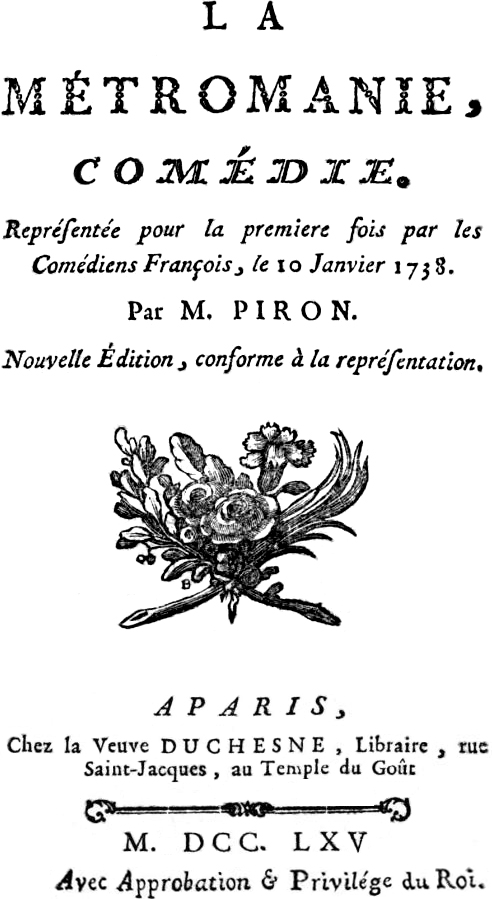
La Métromanie (Die poetische Familie, oder die Reimsucht)

Alexis Piron (* 9. Juli 1689 in Dijon; † 21. Januar 1773 in Paris) war ein französischer Jurist und Schriftsteller.

## Leben
Piron war der Sohn eines burgundischen Apothekers und Dialektdichters von Weihnachtsliedern. Laut Familienbeschluss sollte Piron Theologie studieren, er setzte sich aber durch und belegte Jura an der Universität Besançon. Anschließend praktizierte er als Anwalt in dieser Stadt. Doch etwa um 1718 verlor er Amt und Würden wegen „eines obszönen Gedichtes“, seiner Ode à Priape.
Ab dem Folgejahr lebte und wirkte er in Paris. Dort befreundete er sich mit Denis Diderot und Alain Lesage, die er im Café Procope kennenlernte. Auch mit Prosper Jolyot Crébillon, der ebenfalls aus Dijon stammte, machte er Bekanntschaft. Dieser ermutigte und unterstützte ihn beim Schreiben. Durch Crébillon bekam er die Möglichkeit, für die Comédie-Française zu schreiben. Von Anfang an respektierte und lobte Voltaire Pirons literarisches Werk. Im Jahr 1723 begann eine Zusammenarbeit zwischen Alexis Piron und dem damals noch wenig bekannten Komponisten Jean-Philippe Rameau. Jener komponierte Bühnenmusik zu vier von Pirons Komödien, beginnend mit L’Endriague. Allerdings sind keine dieser Kompositionen erhalten geblieben.
1750 kandidierte Piron für die Académie française, zog aber seine Kandidatur wieder zurück. Neben Lyrik und Komödien beherrschen vor allem Epigramme sein Werk. Dem einflussreichen Literaturkritiker Pierre François Guyot Desfontaines sendete Piron im gleichen Jahr 50 Tage lang täglich ein nicht sehr schmeichelhaftes Epigramm. Gegen einen Mitarbeiter von Desfontaines Élie Catherine Fréron verfasste er La Fréronade. Aber auch gegen Jean-François de La Harpe, Jean-François Marmontel oder gegen Voltaire schrieb Piron äußerst bissige Sentenzen.

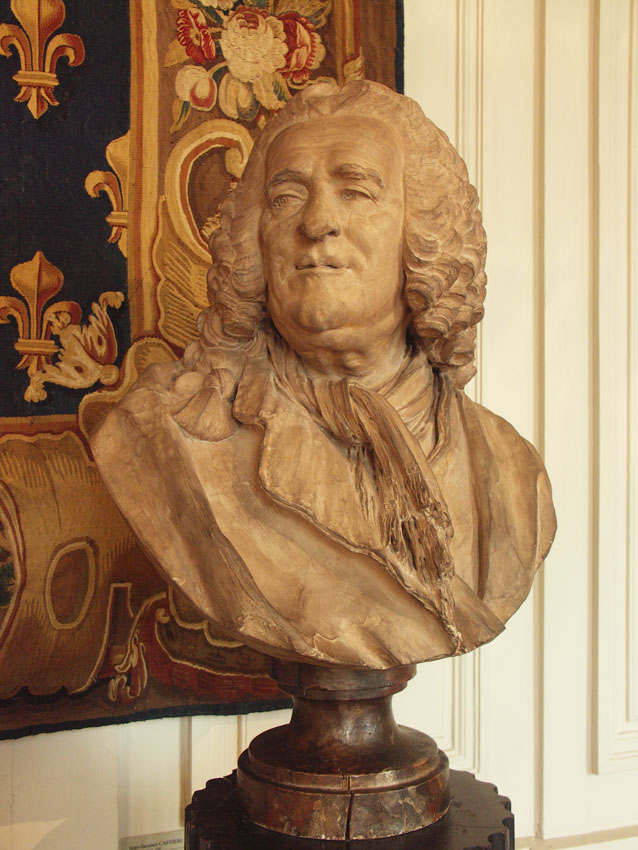
Terrakotta Büste von Jean-Jacques Caffieri (1735–1792), Musée des beaux-arts

Den größten Erfolg erzielte Piron mit La Métromanie (Die poetische Familie, oder die Reimsucht). Die Verskomödie wurde am 10. Januar 1738 uraufgeführt. Als Held hatte sich Piron selbst dargestellt. Voltaire bezeichnet dieses Werk als beste Komödie nach Molière und kreiert für diese Sucht den Begriff Pironmanie.
Das Datum der Eheschließung Pirons mit Mademoiselle le Bar, einer Zofe von Madame de Mimeure, ist nicht bekannt; jedoch das Todesjahr der Ehefrau ist 1751.
1753 kandidierte Piron erneut für einen Sitz in der Academie, doch das Veto von Ludwig XV. verhinderte seine Aufnahme endgültig. Die Kirche hatte sich der priapischen Ode erinnert und ihren Einfluss geltend gemacht. Als Entschädigung erhielt Piron von Madame de Pompadour eine Pension über 1000 Livres.
In seinem Spätwerk wendete sich Piron immer mehr der religiösen Lyrik zu. Alexis Piron erblindete in seinen letzten Lebensjahren und starb im Alter von 84 Jahren.

## Werke
- Ode à Priape (1718)
- Arlequin-Deucalion (1722)
- Le Caprice  (1724) Komische Oper in einem Akt
- Calliste (1730)
- L’école des pères (1728)
- Fernand Cortez où Montezume (1744)
- La Fréronade (1750)
- Gustave Wasa (1733) Tragödie
- La métromanie (1738)